# Reumén
Reumén /reumén̟/ es un pueblo ubicado en la Comuna de Paillaco, Región de Los Ríos, en el centro sur de Chile, siendo el segundo en importancia de la comuna, después de la capital comunal Paillaco.
El pueblo fue fundado el 27 de enero de 1898, con el término de los trabajos de construcción de la estación del ferrocarril, convirtiéndose en pocos años en el punto de convergencia de los habitantes de la ribera norte del Lago Ranco y la zona cordillerana andina, como también de los habitantes de las montañas de Cufeo, ubicadas al sur oeste del nuevo pueblo, y de Chanco, del sector norte.
Reumén se encuentra a  39°59′23.88″ S de latitud y 72°49′57.61″ O de longitud, a 850 km al sur de Santiago. Está emplazado a orillas del río Collilelfu.
Como distrito censal, Reumén comprende los sectores rurales de Huichahue, Chapuco, y Liucura, además del pueblo mismo.
Según los datos del censo nacional 2002, Reumén tiene una población de 2.129 habitantes.

## Toponimia
Reumén es una composición (lingüística) entre los lexemas del Mapudungún Reu (ola, estruendo de agua) y men (ir, pasar). Por lo tanto, Reumén se refiere al paso con mucho ruido del agua torrentosa (del río Collilelfu).
Actualmente, si bien el pueblo se encuentra a orillas del río Collilelfu, es difícil oír el ruido provocado por el agua en otro lugar que no sea la rivera misma, lo que da cuenta de la disminución del caudal del río.

## Historia

### Pueblos originarios
Desde antes de la llegada de los españoles, el territorio donde se emplaza Reumén fue habitado por huilliches, quienes encontraron allí las condiciones ideales para su desarrollo. Esto es confirmado por la presencia de tres cementerios indígenas en los sectores de Chapuco, La Betonera y Cuinco (hoy Belén), aledaños al pueblo.

### Primer contacto con los españoles
La fundación de Valdivia en 1552 marca la llegada de los conquistadores españoles, lo que implicó el nombramiento de "vecinos", que les otorgaba títulos de merced y encomiendas indígenas, sobre el territorio recién por ellos explorado.
A partir de 1583. los conas huilliches, aliados con sus tradicionales enemigos los puelches, combatieron contra el gobernador Alonso de Sotomayor, siendo derrotados tras diez años de lucha.

## Evolución demográfica
De acuerdo al censo nacional de 1907, Reumén tenía 202 habitantes (86 mujeres y 116 hombres), lo que representa el 9% de la población censada en 2002. Cabe notar que en el mismo censo Paillaco sólo tenía 152 habitantes, es decir, su población era inferior a la de Reumén.

En el siguiente gráfico se presenta la evolución histórica de la demografía de Reumén: 
Para los censos nacionales realizados entre 1813 y 1895 Reumén aún no existía como tal. Para los censos realizados entre 1920 y 1982 no existen datos diferenciados de población para Reumén accesibles. Los censos realizados en 2012 y 2017 aún no entregan datos específicos sobre Reumén.

## Patrimonio y cultura local
A partir de su florecimiento como pueblo ferroviario, Reumén quedó dotado de infraestructura en diferente estado de conservación en la actualidad. En este contexto, destaca su estación de trenes, el puente ferroviario sobre el ríos Collilelfu,la plaza de armas, la iglesia, el correo, la escuela pública (actualmente Escuela Roberto Ojeda Torres) y su internado, la escuela parroquial (actualmente Escuela San Luis) y el ex-hotel Colonia (demolido en 2016). De un periodo más reciente son el Gimnasio Municipal, el Estadio, el Jardín Infantil Mi Pequeño Sueño y la Posta de Salud Rural, construidas con fondos estatales de desarrollo regional posterior a la conformación de la Región de Los Ríos, el año 2007, en el territorio que comprendía la Provincia de Valdivia y pertenecía a la Región de Los Lagos.

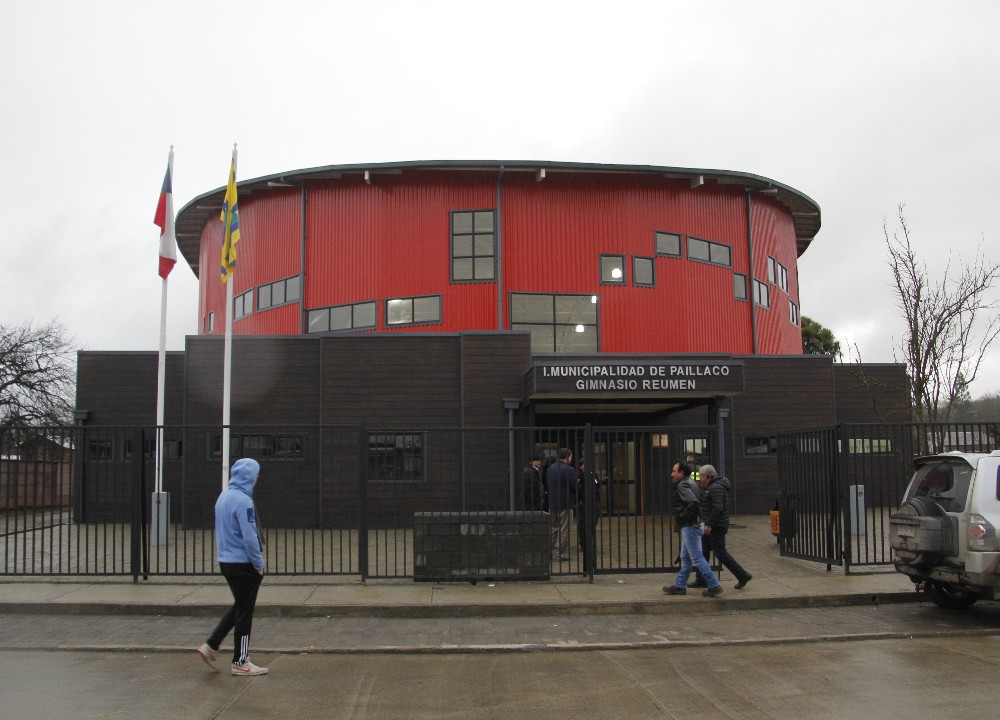
Vista exterior del Gimnasio de Reumén en su inauguración en 2015

En relación con los servicios disponibles para sus habitantes existe atención primaria de salud, un cuartel de bomberos, un retén de carabineros, tres escuelas básicas, un jardín infantil y sala cuna, servicio de correo, una biblioteca pública en funcionamiento en dependencias de la Escuela Roberto Ojeda Torres, un estadio de fútbol, un gimnasio, una multicancha, un área de ejercicios en la plaza de armas, un cementerio en el sector Chapuco y diversos servicios de abastecimiento, alimentación y entretenimiento de carácter privado.
En cuanto al transporte, sólo existe servicio regular de conexión con la capital comunal, Paillaco. En cuanto a las vías de acceso, Reumén dispone de la ruta T-615 hacia el suroeste y T-631 hacia el este. Con el asfaltado de la ruta T-615 en 2011, Reumén se ha transformado en paso frecuente para los automóviles particulares que se dirigen desde Valdivia a la ribera norte del lago Ranco, especialmente en la época estival.

### Identidad local
En términos identitarios aún es de importancia el tren, a pesar de que en la actualidad sólo pasa con carga pocas veces al mes, y la chicha, existiendo varias chicherías en el pueblo asociadas a antiguos manzanares en los sectores rurales aledaños.

### Edificios de valor arquitectónico
Reumén cuenta con edificios de diversas épocas con valor arquitectónico, ya sea de la primera mitad del siglo XX, como de inicios del siglo actual. Este valor está asociado tanto a la estética, materialidad y uso. Entre ellos destacan:
- Iglesia Nuestra Señora de Lourdes: edificio de principios del siglo XX, construido con maderas nativas. Actualmente este edificio ha sido postulado como monumento nacional.
- Puente ferroviario: construcción metálica de 1896, todavía en funcionamiento.
- Escuela Roberto Ojeda Torres: culminada en 1943, representa la típica edificación de escuela rural del sur de Chile, asociada al auge de la educación primaria en Chile para enfrentar los altos niveles de analfabetismo en el país a principios del siglo XX. La escuela es la más antigua de la comuna de Paillaco.
- Casa Vásquez: típica casona de principios del siglo XX construida en maderas nativas, de planta rectangular, perfil alto y balcón en el frontis.
- Casa Toledo: casa familiar de mediados del siglo XX construida en madera nativa. Destaca en su fachada su corredor redondeado.
- Estación de Ferrocarriles: si bien la edificación actual no es la original inaugurada en 1898, la construcción representa un hito que junto al río Collilelfu albergó al pueblo.
- Bar El Beto: construcción de principios del siglo XX en maderas nativas. Es de notar el concepto de construcción situada junto a la acera y su entrada por una esquina.
- Gimnasio municipal: culminado en 2015, destaca su forma redondeada y su recubrimiento en lata pre-pintada. Junto con la iglesia Nuestra Señora de Lourdes, el gimnasio es uno de los hitos visibles desde las colinas en el sector Chapuco y hacia el cerro Cufeo.
- Posta de Salud Rural: moderna posta rural inaugurada en 2015. Destaca su emplazamiento en diagonal respecto al terreno y su construcción transparente.

### Celebraciones y acontecimientos
En el pueblo se celebra la Semana de Reumén, la última semana de febrero de cada año,  y la fiesta de la Chicha, en el mismo mes de febrero. Para la celebración de las Glorias Navales (21 de mayo), que conmemora el Combate Naval de Iquique, y de la Primera Junta Nacional de Gobierno (18 de septiembre), se realiza un desfile por la calle principal del pueblo, donde participan estudiantes, bomberos, carabineros y otras entidades públicas y comunitarias.
Desde 2015, durante la última semana de febrero se realiza en Reumén la vuelta Ciclística “Ruta de la Naturaleza”, evento deportivo de ciclismo de ruta organizado por la agrupación “Reumén por el progreso, la cultura y el deporte”.
En cuanto a festividades religiosas, el 11 de febrero se conmemora en Reumén Nuestra Señora de Lourdes.

## Comunidades Indígenas y organizaciones comunitarias
En los sectores que componen el distrito de Reumén se encuentran presentes tres comunidades indígenas mapuche-huilliche:
- Comunidad Santos Curumilla, en Huichahue.
- Comunidad Luminado de Chapuco, en Chapuco.
- Comunidad José Calvío, al este de Reumén.

Así mismo, existen diversas organizaciones comunitarias, las que se presentan en la tabla a continuación.
| Nombre                                                             | Tipo* | Sector (sede) |
| ------------------------------------------------------------------ | ----- | ------------- |
| Centro de Familias jardín Infantil y Sala Cuna Mi Pequeño Sueño    | OCF   | Reumén        |
| Centro General de Padres y Apoderados Escuela Roberto Ojeda Torres | OCF   | Reumén        |
| Centro General de Padres y Apoderados Escuela San Luis             | OCF   | Reumén        |
| Club de Running                                                    | OCF   | Reumén        |
| Club deportivo                                                     | OCF   | Reumén        |
| Cruz Roja                                                          | OCF   | Reumén        |
| Comité de Vivienda El Progreso                                     | -     | Reumén        |
| Expresión Reumén                                                   | OCF   | Reumén        |
| Junta de Vecinos de Reumén                                         | OCT   | Reumén        |
| Organización de Artesanos                                          | OCF   | Reumén        |
| Organización del Adulto Mayor                                      | OCF   | Reumén        |
| Organización Reumén por el progreso, la cultura y el deporte       | OCF   | Reumén        |
| Centro General de Padres y Apoderados Escuela Country School       | OCF   | Chapuco       |
| Comité de Adelanto Chapuco Alto                                    | OCF   | Chapuco       |
| Junta de Vecinos de Chapuco                                        | OCT   | Chapuco       |

* OCF: organización comunitaria funcional; OCT: organización comunitaria territorial.

## Reumén en la cultura popular

### Hitos urbanos
En la Región Metropolitana, en la comunas de Pedro Aguirre Cerda, existe una calle llamada Reumén. Así mismo, en cada una de las comunas de Conchalí y La Florida existe un pasaje llamado Reumén.
En la Región de Valparaíso, en la comuna de Viña del Mar existe una calle llamada Reumén.
En la Región de Los Ríos, en la ciudad y comuna de Los Lagos existe una calle llamada Reumén.

### Poesía
El poeta Federico Tatter incluye menciones referidas a Reumén en su libro Paralelo 40.

### Aparición de la Virgen
1. 1 2  Municipalidad de Paillaco (2008). Plan de Desarrollo Comunal Paillaco 2008-2012.
2. 1 2 3 4  Arenas Pradenas, Eduardo (2007). Historia de Reumén. ISBN 978-956-319-764-8.
3. ↑  «Sistema Integral de Información Territorial - Mapoteca». www.bcn.cl. Consultado el 17 de abril de 2017.
4. ↑  Araneda Pradenas, Eduardo (2008). Reumén - Rondas de sueños bajo la lluvia - Cien años de historia de la Escuela Pública de Reumén 1908 - 2008.
5. ↑  INE (1995). Censo 1992 - Ciudades, pueblos y aldeas. ISSN 0717-1463.
6. ↑  Gobierno Regional de Los Ríos (2010). Estudio para el fortalecimiento de la identidad de la Región de Los Ríos.

- Datos: Q18394163